# Тростяниця (Мукачівський район)
Тростяни́ця — село в Кольчинській селищній громаді Мукачівського району Закарпатської області України.

## Історія
Перші про село відомості у 1649 році, де згадується потік Тростяниця з діючим млином. У 1699 році село було знищене.
Дзвіниця. Близько 1930.
Церква св. Петра і Павла. 1990.
У 1649 р. в селі служив священик Сава Поп, який пізніше повернувся в Польщу. Кажуть, що колись село було досить великим і впродовж своєї давньої історії мало три церкви.
Дерев'яну дзвіницю збудовано близько 1930 р. з дерева розібраної старої церкви або дзвіниці, що стояла навпроти, нижче дороги. Андрій Хохоль володів землею, де стояла стара споруда, а також надав ділянку для нової.
Дзвіницю споруджено в характерному для Мукачівщини стилі: споруда прямокутна в плані, дах утворює гребінь. Перші двері ведуть до маленького ґанку з арочками під дахом, другі — всередину споруди. Василь
Іваник згадує, що дзвіницю тільки один раз перекривали буковими шинґлами близько 30 років тому, а нині цікава споруда занепадає.
У 1990 р. в селі збудовано нову маленьку муровану церкву на ділянці, виділеній Ганною Ломпарт. Через кілька років біля церкви спорудили нову каркасну дзвіницю, до якої перенесли два дзвони зі старої.
Великий дзвін відлив у 1914 р. Ф. Еґрі, а на малому напис по-латині: «JESUS NAZARENUS REX IUDEORUM A780».
Тут функціонують: початкова школа (філія) Пузняковецької ЗОШ І-ІІІ ступенів (8 учнів), сільський клуб-бібліотека з книжковим фондом близько 3000 примірників, 97 читатів),, фельдшерсько-акушерський пункт з сучасним медичним обладнанням та магазин змішаного типу.

## Присілки
Корколь
Корколь - колишнє село в Україні, в Закарпатській області.
Обєднане з селом Тростяниця
Згадки: 1611: Korkolypuszta, 1649: Korkoly

## Туристичні місця
- Дзвіниця. Близько 1930.
- храм св. Петра і Павла. 1990.
- Тут діє фермерське господарство «Рибальське Ранчо», що спеціалізується на промисловому розведенні риби та спортивному риболовстві.

## Населення
Згідно з переписом УРСР 1989 року чисельність наявного населення села становила 172 особи, з яких 80 чоловіків та 92 жінки.
За переписом населення України 2001 року в селі мешкало 178 осіб.

### Мова
Розподіл населення за рідною мовою за даними перепису 2001 року:
| Мова       | Відсоток |
| ---------- | -------- |
| українська | 97,77 %  |
| вірменська | 1,12 %   |
| польська   | 0,56 %   |
| російська  | 0,56 %   |

## Відомі люди
Ілько Гутник -  чеський військовий